# Gore (månekrater)
Gore er et lille nedslagskrater på Månen. Det befinder sig på den nordlige halvkugle på Månens forside tæt ved Månens nordpol og er opkaldt efter den irske astronom John Ellard Gore (1845 – 1910).
Navnet blev officielt tildelt af den Internationale Astronomiske Union (IAU) den 22. januar 2009. 